# پل کوردل
پل کوردل (به انگلیسی: Paul Coverdell) سناتور سابق عضو حزب جمهوری‌خواه ایالات متحده آمریکا بود. وی در سال ۱۹۹۳ تا ۲۰۰۰ میلادی سناتور ایالت جورجیا در سنای ایالات متحده آمریکا بود.